# Turistická značená trasa 4325
 Turistická značená trasa 4325 je 6 km dlouhá zeleně značená trasa Klubu českých turistů v okrese Rychnov nad Kněžnou spojující Orlické Záhoří s hlavním hřebenem Orlických hor. Její převažující směr je jihozápadní. Trasa se nachází na území CHKO Orlické hory.

## Průběh trasy
Turistická trasa má svůj počátek v Orlickém Záhoří konkrétně v místní části Kunštát na rozcestí, kde navazuje na modře značenou trasu 1849 ze Zdobnice. Zpočátku je vedena jižním směrem po silnici II/311 v souběhu se žlutě značenou trasou 7341. Ten končí asi po šesti stech metrech, kdy trasa 7341 odbočuje na východ k hraničnímu přechodu do Mostowic. Trasa 4325 vede dále po silnici na jižní okraj obce, kde jí opouští, a po asfaltové komunikaci přechází jihozápadním směrem louky k zalesněným svahům hlavního hřebene hor. Po stejné komunikaci, kterou též využívá zeleně značená cyklistická trasa 4307, stoupá vzhůru přičemž často mění směr až na koncové rozcestí tzv. Pěticestí. V závěru vede v krátkém souběhu s hřebenovou červeně značenou Jiráskovou cestou. Průchozí je zde i žlutě značená trasa 7255 ze Zdobnice do Říček.

## Turistické zajímavosti na trase
- Kostel svatého Jana Křtitele
- Pomník Ignáce Preisslera
- Objekty lehkého opevnění vzor 37 v prostoru koncového rozcestí